# Hurgada
Hurgada (em árabe: الغردقة‎; romaniz.: al-Ġurdaqa) é uma cidade do Egito, capital da província do mar Vermelho. Possui 258 quilômetros quadrados e segundo censo de 2018, havia 195 675 habitantes. É servida pelo Aeroporto Internacional de Hurgada.